# Hadenoecus opilionides
Hadenoecus opilionides är en insektsart som beskrevs av Theodore Huntington Hubbell 1978. Hadenoecus opilionides ingår i släktet Hadenoecus och familjen grottvårtbitare.

## Underarter
Arten delas in i följande underarter:
- H. o. australis
- H. o. opilionides